# Technogenní havárie

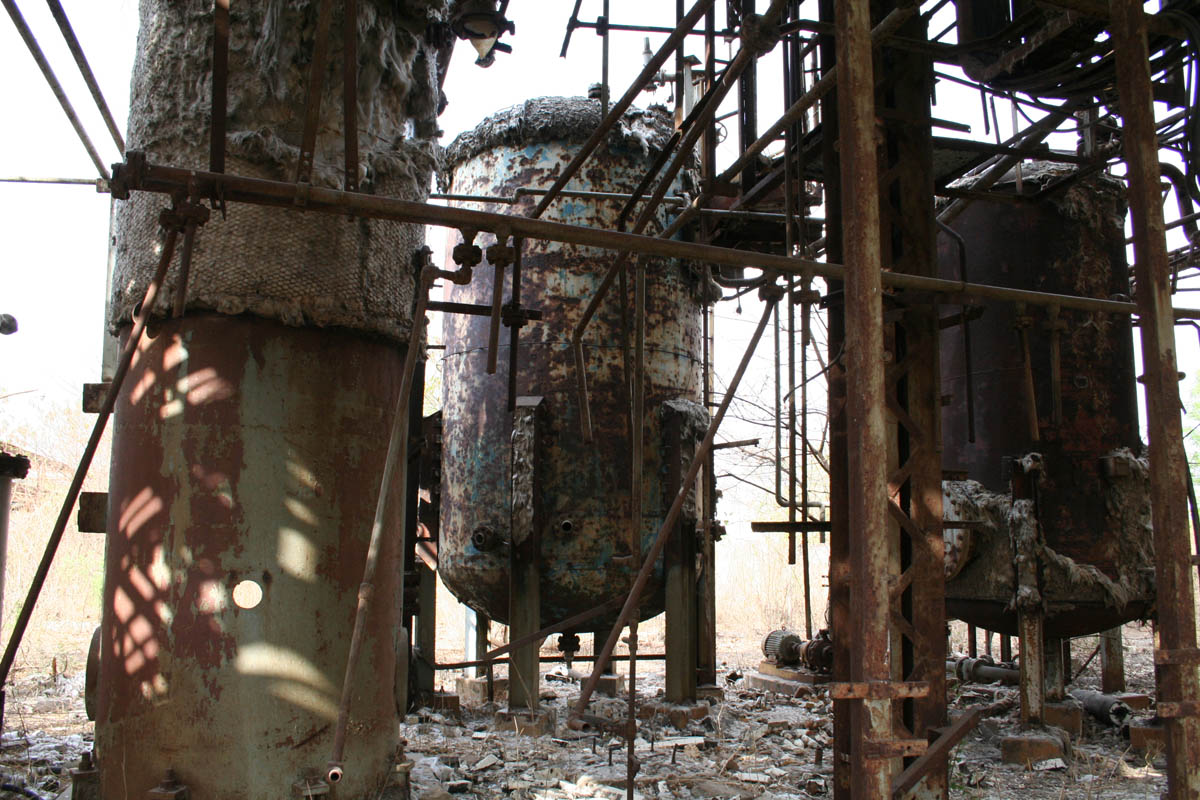
Opuštěná část chemičky po katastrofě v Bhópálu

Technogenní havárie, technogenní katastrofa je označení antropogenní události (tj. způsobené lidským faktorem) a to ať úmyslné, či nedbalostní s rozsáhlými následky, spojené zejména s únikem nebezpečných látek, radioaktivního záření apod. Mezi tyto události lze zařadit průmyslové havárie, transportní, infrastrukturní, ekologické aj.